# Тезору (Мату-Гросу)
Тезору (порт. Tesouro)  —  муниципалитет в Бразилии, входит в штат Мату-Гросу. Составная часть мезорегиона Юго-восток штата Мату-Гроссу. Входит в экономико-статистический  микрорегион Тезору. Население составляет 2082 человека на 2006 год. Занимает площадь 4 017,269 км². Плотность населения - 0,5 чел./км².

## История
Город основан 10 декабря 1953 года. 

## Статистика
- Валовой внутренний продукт на 2003 составляет 28.770.903,00 реалов (данные: Бразильский институт географии и статистики).
- Валовой внутренний продукт на душу населения на 2003 составляет 11.225,48 реалов (данные: Бразильский институт географии и статистики).
- Индекс развития человеческого потенциала на 2000 составляет 0,759 (данные: Программа развития ООН).

## География
Климат местности: тропический жаркий гумидный.